# Natale2.com
Natale2.com ('Twas the Night) è un film per la televisione, pubblicato il 7 dicembre 2001 su Disney Channel, per le vacanze di Natale.

## Trama
La notte della vigilia di Natale, i genitori di Danny, Kaitlin e Peter, devono uscire per una riunione di lavoro. Decidono così di affidarli a Nik, loro zio e truffatore. Mentre i ragazzi dormono, Nik ancora sveglio a truffare gente su internet, sente un rumore provenire dal tetto, così sveglia Danny che scende per controllare. D'un tratto tutti, compresi Nik e Danny s'immobilizzano, mentre dal camino vedono scendere Babbo Natale : si era bloccato su questo tetto, perché Nik qualche istante prima aveva inviato un virus  a tutti i computer nelle vicinanze, compreso quello di Babbo Natale. Una volta giunto nella casa, Babbo Natale tira fuori una pallina magica che istantaneamente ingrandisce i regali che si trovano nel suo sacco magico. .Ma la pallina gli cade dalle mani, cerca di recuperarla, cercando di distrarre Nik e Danny facendoli voltare, ma, correndogli incontro inciampa e urta con la testa sul camino stramazzando a terra. Nik e Danny cercano di avvicinarsi per vedere se sia realmente lui, Babbo Natale. D'un tratto Nik trova la pallina magica e prendendola in mano inavvertitamente preme un bottone, ritrovandosi sul tetto all'interno della slitta di Babbo Natale. Tornato giù chiede a Danny se avrebbe avuto il piacere di consegnare insieme a lui i regali al posto di Babbo Natale. In realtà quella notte per Nik è solamente il solito pretesto per rubare. Ad un certo punto Peter e Kaitline si svegliano, la presenza di uno "sconosciuto" in sala li induce a legarlo alla sedia. Lo "sconosciuto", cerca di convirceli che lui è Babbo Natale, per cui dopo averlo sottoposto ad una serie di prove, comprendono che è davvero lui, rendendosi conto che Nik e Danny hanno rubato la sua slitta. Quindi Katline cerca d'introdursi nel computer per riportarli a casa. Nel frattempo Nik e Danny decidono di andare al "Castello dei Vanderlip", pieno di ricconi, un luogo in cui Nik farà "Jackpot". Nel frattempo Kaitline si impossessa del computer e cerca di riportarli indietro, ma Danny in remoto cerca di boicottarla. Giunti al castello Danny nota che allo zio è cresciuta "abbastanza la pancia", comprende che con la pallina può ingrandire i doni che la pancia dello zio contiene in forma minuscola. Danny capisce che quella serata è stata solo un imbroglio per cui decide di andarsene e cercare di aiutare il vero Babbo Natale, ma tornato a casa va tutto in tilt distruggendo così il computer di Babbo Natale. Per sdebitarsi decide di regalare il suo computer a Babbo Natale, ma Katiline riesce ad aggiustarlo e così Babbo Natale potrà continuare a consegnare i doni in giro per il mondo. Arriva la mattina di Natale e tutti scartano i regali e Peter nota che dietro l'albero c'è anche un regalo destinato a Nik.